# Zielona (hromada Husiatyn)
Zielona – wieś na Ukrainie, w  rejonie czortkowskim obwodu tarnopolskiego, w hromadzie Husiatyn.
W II Rzeczypospolitej stacjonowały tu jednostki graniczne Wojska Polskiego: w lutym 1922 w Zielonej wystawiła placówkę 4 kompania 23 batalionu celnego.